# Paludicella articulata
Paludicella articulata is een mosdiertjessoort uit de familie van de Paludicellidae. De wetenschappelijke naam van de soort is, als Alcyonella articulata, voor het eerst geldig gepubliceerd in 1831 door Christian Gottfried Ehrenberg.

## Omschrijving
Paludicella articulata groeien in kolonies tot een maximale diameter van 10 cm. Ze hebben een chitineglans die vergelijkbaar is met het schild van de kevers, de kleur is bruin. Hun levenscyclus is meestal een paar maanden. Ze broeden in het voorjaar, wanneer de temperatuur boven de 10 °C is, en sterven in oktober, wanneer de temperatuur daalt tot ongeveer 9 °C.